# 小行星4830
小行星4830（4830 Thomascooley）是一颗围绕太阳公转的小行星。1988年9月1日，亨利·德波鸿诺在拉西拉天文台发现了此天体。
这颗小行星的绝对星等为84.50463638705217等。